# Campi Bisenzio
Campi Bisenzio là một đô thị ở tỉnh Firenze trong vùng Toscana, tọa lạc khoảng 10 km về phía tây bắc của Florence. Tại thời điểm ngày 31 tháng 12 năm 2004, đô thị này có dân số 39.176 người và diện tích là 28,6 km².
Đô thị Campi Bisenzio có các frazioni (các đơn vị cấp dưới, chủ yếu là các làng) Capalle, Limite, Le Miccine, Il Rosi, San Donnino, San Giorgio a Colonica, San Cresci, San Piero a Ponti, và Sant'Angelo a Lecore.
Campi Bisenzio giáp các đô thị sau: Calenzano, Florence, Poggio a Caiano, Prato, Scandicci, Sesto Fiorentino, Signa.

## Biến động dân số
Campi Bisenzio là nơi sinh của nghệ sĩ Marco Sassone